# 孫立人將軍行館
22°40′29″N 120°29′05″E / 22.674763°N 120.484592°E
孫立人將軍行館，位於臺灣屏東縣屏東市勝利新村，原是屏東飛行場日軍長官官舍，後作為孫立人駐地所、空軍招待所、屏東縣族群音樂館、美和科技大學人文藝術學苑，今經營書店，列屏東縣歷史建築。

## 歷史

### 孫立人入住

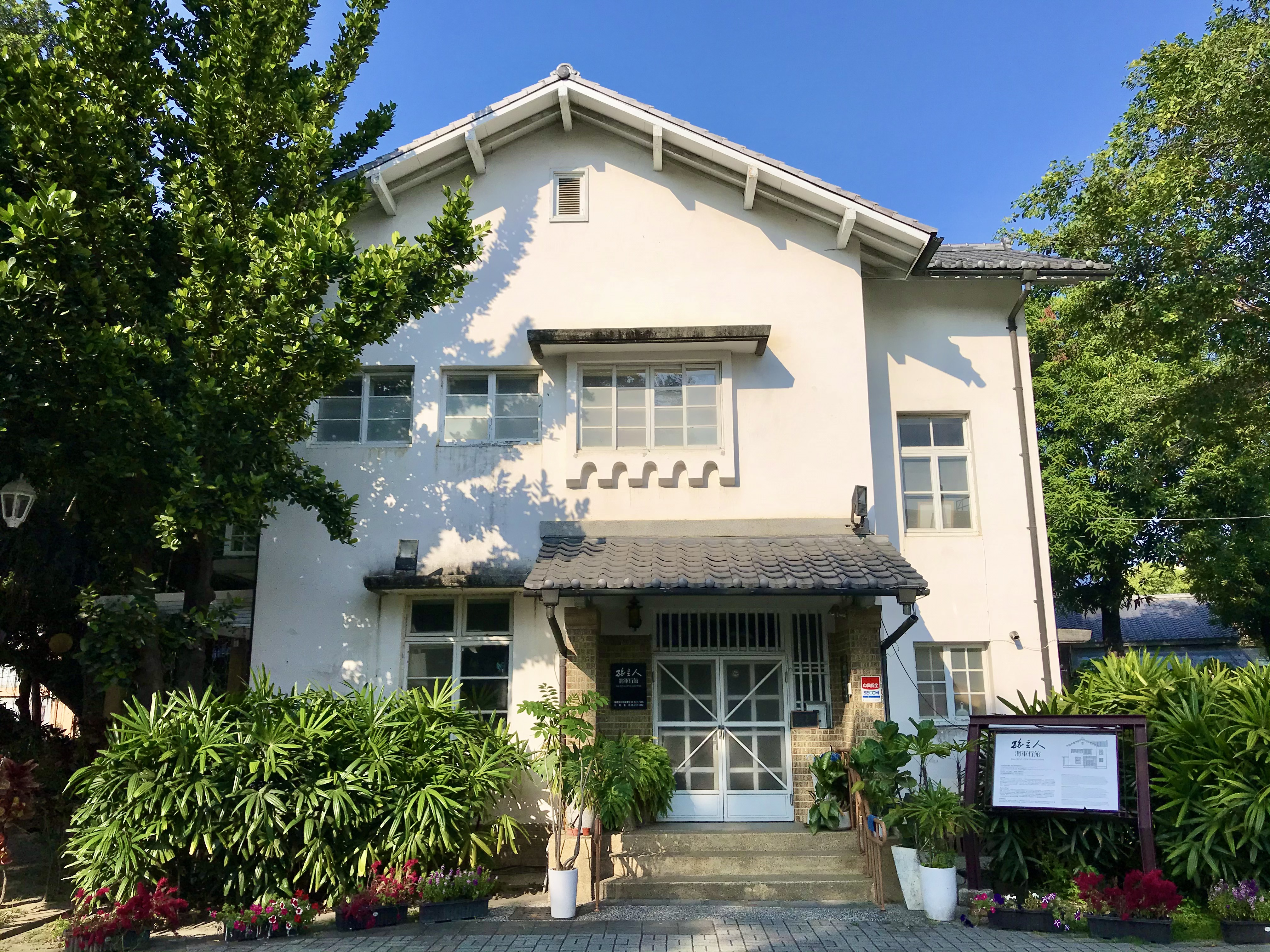
孫立人將軍行館入口

日本日本第8飛行聯隊於1936年成立擴編陸軍第3飛行團後，在今日的勝利新村增設新官舍。其中團長官舍建於1937年，為占地七十五坪的和洋折衷式建築，舍前種植一棵樟樹，全基地一千零一十五坪。
戰後，自孫立人奉派到鳳山擔任陸軍訓練司令，到回臺北住所前，以此隊長宿舍作駐地官邸。眷村人呼光冀回憶當時將軍官邸，就是他們眷村人心目中最敬仰的地方。孫立人的軍隊接收了崇蘭陸軍官舍作陸軍將領官舍，從此改稱「勝利新村」。

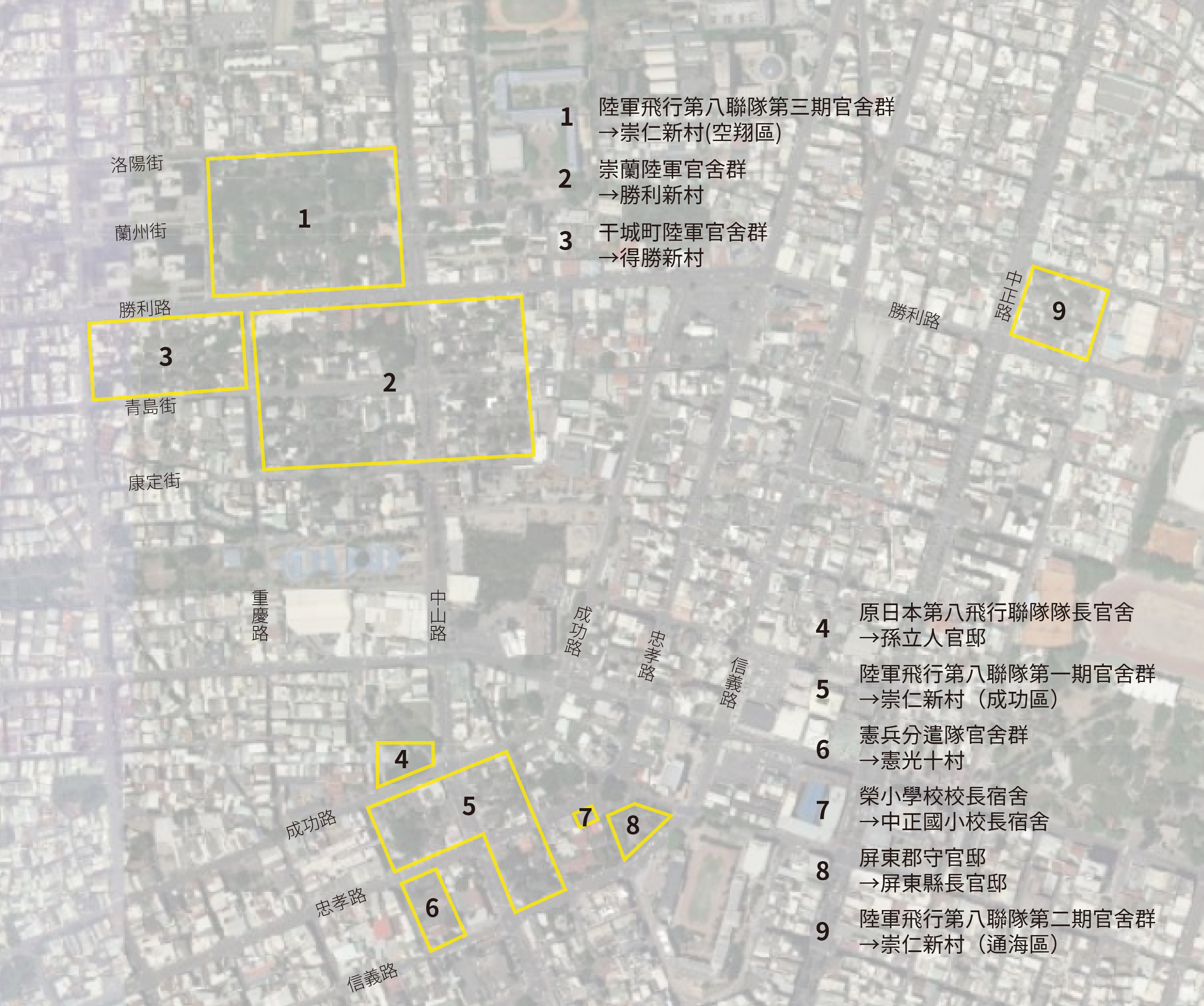
屏東市軍官官舍分布

孫立人住在此官舍時，對面是里港藍家在屏東市的大宅。當時一名從台南麻豆來的女子張美英來藍家，作藍敏的丫鬟。因孫立人二房張晶英不孕，就讓孫立人納張美英為妾。
孫立人在行館養了不少動物，除了軍犬外，還有馬、鹿。

### 縣政府活化
在孫立人移到台中住所軟禁後，此兩層洋樓的官邸一度荒廢，後整修為空軍招待所，直到1997年移交給縣政府。部屬秦桂英則因孫立人兵變案牽連，失去在新竹的軍職，回到屏東市開麵店，並照顧此房。
原先縣府財稅局最初希望將此房舍及土地標售以挹注縣府財源，但文化處建議認為此建物在歷史上具備重要意義，於是縣府規劃改建為縣史館。2000年1月10日，屏東縣縣長蘇嘉全來此，表示將徵求民間社團義務認養。原定2000年4月底發包，但因避免破壞古蹟，決定宅外空地另建一個辦公室，因此拖延。
之後縣府為配合文建會1,000萬元新臺幣的補助經費，改設為族群音樂館。2000年6月26日，蘇嘉全以縣長身分發表千禧年屏東文化建設願景，表示為平衡南北文化建設，已向文建會正式提出爭取設置戲劇院、音樂廳，將於明年開設族群音樂館。此計畫是在孫立人故居後新建228坪的演講廳，總經費1,560萬元，2001年3月10日由蘇縣長主持動土。當二期工程至80%左右時，包商停工，重新招标。直到2005年6月5日，屏東縣族群音樂館開幕，分為主題展示區、專題展示區、視聽閱覽室、典藏研究室、小型演藝廳、階梯研習教室及典藏室等。此館廣場由業者林光明經營露天咖啡館，縣府在此舉行咖啡評鑑活動，民眾曾投書抱怨少見有族群音樂活動。2007年11月23日，遭縣議員蘇義峰批評花了3,000多萬，卻只是讓廠商賣咖啡。一些慕名孫立人的旅客來此感到失望，因在此屋找不到相關歷史。
2013年12月1日，改由美和科技大學接手以「人文藝術學苑」之名營運，前海軍少將羅海賢、空軍少將張鴻文、陸軍少將曹明生、海軍少將江定慧、陸軍少將史浩誠等前來。經一年多後，美和科技大學校長林顯輝決定仍應讓行館定位回歸歷史，參考臺中市孫立人將軍故居展覽相關文物。2015年7月25日，校方邀請張晶瑩等新一軍幹部教導總隊學生大隊成員前來，為孫立人特展揭開序幕。
2015年，有旅客上網找資訊，在縣府文化處網頁找不到孫立人行館相關資料，後來才知道「第八飛行聯隊隊長官舍」、「空軍招待所」、「族群音樂館」等是同地方，名稱多個，引起抱怨。縣議員唐玉琴推動此館以「孫立人將軍行館」為名。文資委員會認為需以「原日本第八飛行聯隊隊長官舍」為正式名稱，但授權管理單位可以「孫立人將軍行館」為稱謂，以利行銷。2017年，縣府文化處收回，於4月掛牌「孫立人將軍行館」。12月2日，由王偉傑、時作新、張凱鋒、鄧雪瑞等新一軍教導總隊九期學生集資40萬元、蠟像師林健成所塑的孫立人蠟像揭幕。
2018年12月28日，由青鳥書店進駐，二樓依然保留孫立人相關展覽。2019年，已九十七歲的秦桂英，依然會來此巡查屋況。

## 外部連結
- 孫立人將軍行館的Facebook專頁